# Morshansky (huyện)
Huyện Morshansky (tiếng Nga: ? райо́н) là một huyện hành chính tự quản (raion), của Tỉnh Tambov, Nga. Huyện có diện tích 2847 km², dân số thời điểm ngày 1 tháng 1 năm 2000 là 41900 người. Trung tâm của huyện đóng ở Morshansk.